# Hymenophyllum mossambicense
Hymenophyllum mossambicense är en hinnbräkenväxtart som först beskrevs av Schelpe, och fick sitt nu gällande namn av Schippers. Hymenophyllum mossambicense ingår i släktet Hymenophyllum och familjen Hymenophyllaceae. Inga underarter finns listade.